# Arsine
Le arsine sono un gruppo di composti dell'arsenico che comprendono l'arsina AsH3 e i vari composti arsenorganici che ne derivano per sostituzione di uno o più idrogeni con altri gruppi organici R. Le arsine sono tutte estremamente tossiche.
Arsine sia alchiliche che ariliche sono usate come leganti in composti organometallici, ma meno comunemente rispetto alle fosfine, in parte perché i legami arsenico-carbonio sono più deboli dei legami fosforo-carbonio, per cui i composti risultano meno stabili.

## Classificazione ed esempi
Si possono avere tre famiglie di arsine, RAsH2, R2AsH e R3As, chiamate rispettivamente arsine primarie, secondarie e terziarie. Le più comuni sono le arsine terziarie semplici come Me3As e AsPh3, ma ne esistono anche di polidentate, come ad esempio il diars, che ha due atomi di arsenico che possono chelare uno stesso metallo.
|  |  |  |

## Struttura
La struttura delle arsine è simile a quella delle corrispondenti fosfine. L'atomo di arsenico è al vertice di una struttura piramidale. La barriera di inversione nelle arsine terziarie è maggiore che nelle corrispondenti fosfine, ed è stata stimata attorno ai 200 kJ/mol.

## Sintesi
Le arsine si possono preparare in vari modi; il metodo più comune consiste nel trattare trialogenuri di arsenico con reattivi di Grignard.
{\displaystyle {\ce {AsX3 + 3RMgX -> AsR3 + 3MgX2}}}.
Di solito le rese sono basse per arsine alchiliche e più elevate per arsine ariliche.

## Reattività
Le arsine terziarie sono facilmente ossidate da comuni ossidanti come perossido di idrogeno e permanganato di potassio per formare l'ossido R3As=O. All'aria le trialchilarsine si ossidano facilmente formando invece acidi arsinici R2As(O)OH.
Le arsine si comportano da basi di Lewis e possono formare addotti. Ad esempio con clorammina si formano cloruri di amminoarsonio:
{\displaystyle {\ce {Et3As + NH2Cl -> [Et3AsNH2]Cl}}}.
Anche come leganti le arsine si comportano in modo simile alle fosfine: interagiscono con metalli soft meglio delle ammine, e quindi formano complessi stabili con i metalli della seconda e terza serie di transizione in basso stato di ossidazione. Cambiando i sostituenti R cambia anche il loro ingombro sterico, quantificabile tramite l'angolo conico di Tolman, che è l'angolo del cono che si ottiene considerando come vertice il centro del metallo coordinato, e come superficie del cono quella necessaria a contenere tutti gli atomi del legante AsR3.

## Usi
Complessi contenenti arsine sono utilizzati in campo industriale in vari cicli catalitici, ad esempio per reazioni di idrogenazione, idroformilazione, oligomerizzazione di isoprene.